# Хилбен
Хилбен (њем. Hülben) општина је у њемачкој савезној држави Баден-Виртемберг. Једно је од 26 општинских средишта округа Ројтлинген. Према процјени из 2010. у општини је живјело 2.784 становника. Посједује регионалну шифру (AGS) 8415039.

## Географски и демографски подаци
Хилбен се налази у савезној држави Баден-Виртемберг у округу Ројтлинген. Општина се налази на надморској висини од 713 метара. Површина општине износи 6,4 km². У самом мјесту је, према процјени из 2010. године, живјело 2.784 становника. Просјечна густина становништва износи 435 становника/km².